# Прусенко, Иван Осипович
Иван Осипович Прусенко (1901 — ?) — кавалер ордена Красного Знамени РСФСР (1923).

## Биография
Наводчик пулемётной команды 241-го стрелкового полка. Награждён орденом Красного Знамени РСФСР за бои с белополяками. В уголовном розыске Акмолинска стал работать с 1923 после демобилизации.